# Vliegbasis Ostrov Bolsjevik
Vliegbasis Ostrov Bolsjevik (Russisch: Аэродром Остров Большевик, Aerodrom Ostrov Bolsjevik) is een voormalig sovjetvliegveld in het westelijk deel van het eiland Bolsjevik van de archipel Noordland. De basis lag ten zuiden van de rivier Stoedenaja, ten westen van de instroom van de Levaja Lednikovaja en ten noorden van de gletsjer Koepolovidny.
De basis werd waarschijnlijk gebouwd na het einde van de Tweede Wereldoorlog ter ondersteuning van de bommenwerpervloot voor een eventuele aanval met de Verenigde Staten en werd mogelijk weer opgeheven midden jaren 1960, toen de Sovjet-Unie de militaire focus verschoof van bommenwerpers naar intercontinentale raketten (ICBM's).